# Massoud Barzani
Pour les articles homonymes, voir Barzani.
Massoud Barzani (kurde : مه‌سعوود بارزانی), né le 16 août 1946, est un homme d'État irakien et leader kurde, président du gouvernement régional du Kurdistan (2005-2017), en Irak et le chef du Parti démocratique du Kurdistan depuis 1979.
Depuis le 19 août 2015 il n'est plus le président élu du Kurdistan irakien, car il n'y a pas eu de nouvelle élection présidentielle. Il est cependant toujours considéré comme légitime par les grandes puissances occidentales, notamment dans le cadre de la guerre avec l’État Islamique et la bataille de Mossoul, dans laquelle les Kurdes sont considérés comme un élément clé.

## Biographie
Il est le fils de Mustafa Barzani, chef historique du mouvement national kurde en Irak. Il est né à Mahabad, en Iran, à l'époque de l'éphémère République de Mahabad, alors que son père y occupait le poste de général en chef. Il a cinq fils et trois filles.

### Un combattant kurde
En 1978, Massoud Barzani succède à son père à la tête du Parti démocratique du Kurdistan. Le PDK lutte pour la reconnaissance des droits nationaux kurdes durant la guerre Iran-Iraq. Mais la rébellion est matée durant l'opération Anfal en 1988.
À la suite de la défaite de Saddam Hussein lors de la première guerre du Golfe, le PDK prend part au soulèvement kurde contre l'armée irakienne. La situation tourne rapidement en défaveur des Kurdes qui sont violemment réprimés. Le Conseil de sécurité de l'ONU vote alors la résolution 688 interdisant à l'aviation irakienne de survoler la 36e parallèle et exigeant la fin de la répression contre les Kurdes. S'ouvre alors une période permettant aux Kurdes de former une entité autonome dont l'autorité est partagée entre le PDK de Massoud Barzani et l'Union patriotique du Kurdistan (UPK) de Jalal Talabani. Toutefois, Barzani s'allie ensuite à Saddam Hussein pour neutraliser son rival Talabani.

### Président de la région autonome du Kurdistan
Après la chute de Saddam Hussein en 2003, les Kurdes unifient leur administration. À l'issue des premières élections législatives post-Saddam, le Parlement régional kurde désigne Massoud Barzani comme Président de la Région autonome du Kurdistan. Il a été reconduit dans cette fonction à l'issue des élections législatives de 2009 marquée par une forte percée de Goran, le principal parti d'opposition.
En juillet 2012, il confie à son fils aîné la direction du Conseil national de sécurité qui va chapeauter les forces de sécurité de la région. Son neveu Nechirvan Barzan est Premier ministre entre 2006 et 2009, puis à nouveau depuis 2012.
Le système politique instauré par Massoud Barzani repose principalement sur le clientélisme. Les grandes sociétés proches du pouvoir récupèrent tous les marchés, tandis que les journalistes et personnes influentes reçoivent un salaire ou des cadeaux.
Massoud Barzani devrait se présenter à nouveau à la prochaine élection présidentielle, au suffrage universel, prévue au départ pour septembre 2013. Sa candidature est sujette à polémique du fait du flou juridique entourant l'application des textes actuellement en vigueur qui interdisent théoriquement à un président sortant de se représenter plus d'une fois. Barzani termine en 2013 son deuxième mandat depuis la chute du régime de Saddam Hussein, mais son premier mandat depuis la promulgation des textes à valeur constitutionnelle actuels. L'opposition, représentée au Parlement régional, considère une candidature potentielle de Massoud Barzani comme illégale. En juin 2013, le parlement kurde repousse cette élection à 2015, puis à 2017.
Le 25 mars 2017, Massoud Barzani annonce la tenue, avant la fin de l'année, d'un référendum d'indépendance du Kurdistan irakien ; aucune échéance n'a été fixée pour l'élection présidentielle au Kurdistan.
Pour ses opposants, l’administration de Massoud Barzani serait gangrené par la corruption et n'agit pas contre les inégalités. En 2017, le Kurdistan d'Irak comprend près de 9 000 millionnaires, 30 % de la population vit sous le seuil de pauvreté.et le taux de chômage atteint 20 %. En janvier 2017, Masoud Barzani annonce son intention de privatiser le système de santé alors que la Constitution irakienne reconnait la santé comme un droit naturel et gratuit.
Le 29 octobre 2017, Massoud Barzani annonce qu'il n'exercera plus la présidence du Kurdistan après le 1er novembre. Sa démission aurait cependant « tout d'un trompe l’œil », selon le journaliste Laurent Perpigna Iban : « M. Barzani demeure l'acteur-clé d'un Kurdistan Irakien plus que jamais indispensable à l'équilibre régional [...] d'autant que son clan se trouve aujourd'hui à tous les étages du pouvoir. Netchirvan, son neveu, et Masrour, son fils, occupent ainsi les postes de président et de premier ministre du GRK. »